# Incidente de Ikedaya

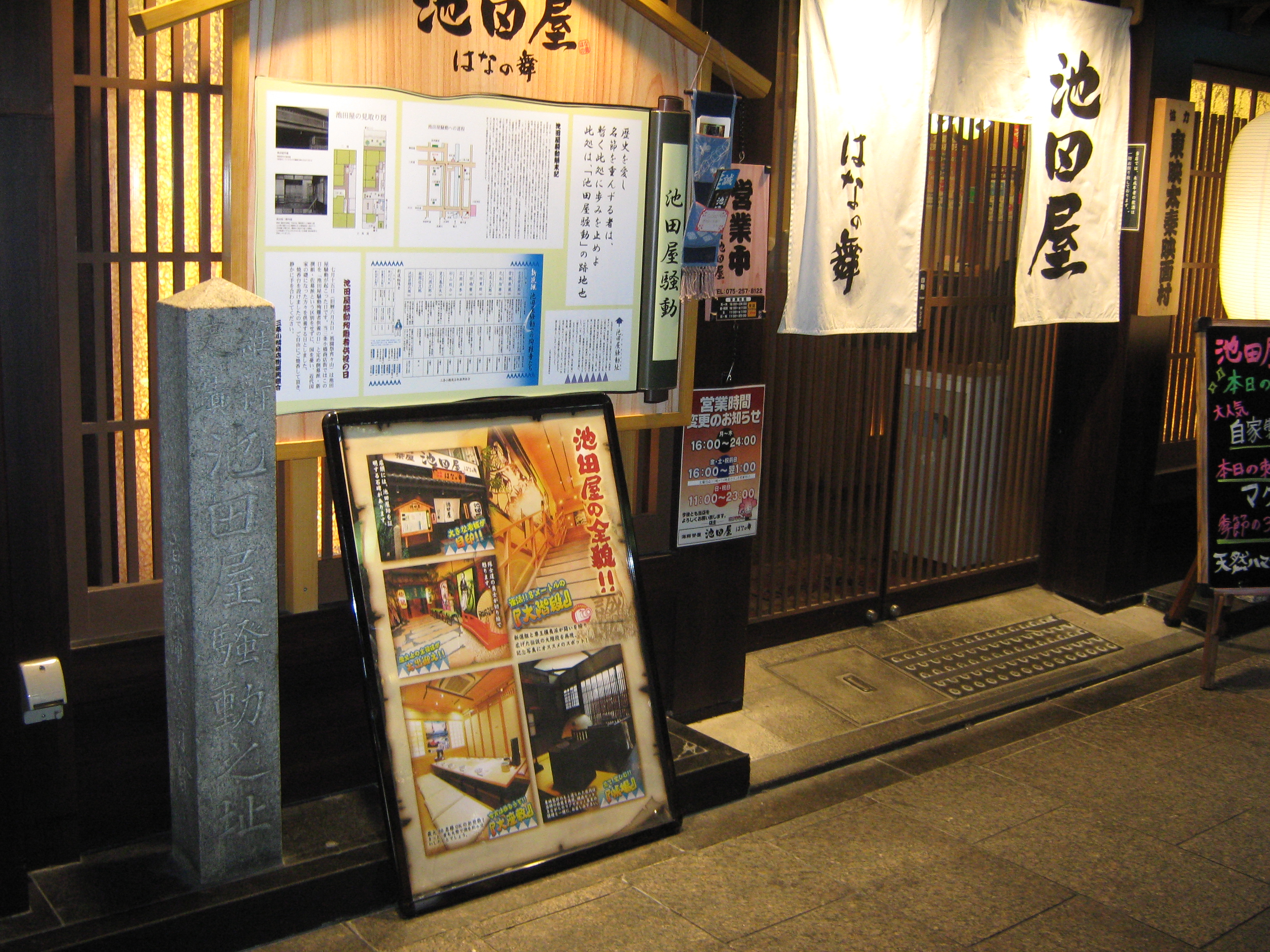
Estela conmemorativa del incidente de Ikedaya en Kioto.

El Incidente de Ikedaya (池田屋事件 Ikedaya Jiken?, también conocido como Asunto de Ikedaya) fue un importante evento que tuvo lugar el 8 de julio de 1864, en el ryokan Ikedaya, situado en Kioto, Japón, durante el final del período Edo. Este enfrentamiento armado involucró a los shishi (partidarios del movimiento sonnō jōi) del dominio de Chōshū y al Shinsengumi, una fuerza especial del shogunato Tokugawa.

## Contexto histórico
A finales del período Edo, Japón se encontraba en una época de inestabilidad política y agitación social. La llegada de los barcos negros liderados por el Comodoro Matthew Perry en 1853, que exigieron la apertura de Japón al comercio con occidente, provocó una crisis en el país. La llegada de las potencias extranjeras amenazaba la soberanía japonesa y provocó tensiones dentro de la sociedad japonesa.
En este contexto, surgieron diferentes facciones con ideas políticas opuestas. Los shishi, partidarios del sonnō jōi (reverenciar al Emperador, expulsar a los bárbaros extranjeros), abogaban por la expulsión de los extranjeros y la restauración del poder imperial. Por otro lado, el shogunato Tokugawa representaba el gobierno central y buscaba mantener el control en una época de creciente disensión.

## El plan de los shishi
Los shishi del dominio de Chōshū habían estado tramando un audaz plan para desestabilizar el shogunato Tokugawa y establecer al Emperador como el único poder político en Japón. Utilizando el ryokan Ikedaya como punto de reunión, planearon incendiar la ciudad de Kioto y aprovechar el caos resultante para secuestrar al emperador Komei. Pretendían llevar al emperador al dominio de Chōshū y desde allí, forzar el fin del shogunato.

## El arresto de Shuntaro Furutaka
Sin embargo, sus planes se vieron amenazados cuando el Shinsengumi, una fuerza especial creada para mantener la paz y el orden en Kioto, recibió información sobre las actividades sospechosas de los shishi en Ikedaya. Como parte de su misión, el Shinsengumi arrestó a uno de los shishi, Shuntaro Furutaka.
Existen diversas opiniones sobre la causa del arresto de Furutaka. Según una de ellas, Furutaka fue arrestado porque era miembro de un grupo anti-shogunato y buscaba ganarse la confianza de Mōri, un miembro de la corte, con el objetivo de tomar el poder. Además, se le atribuye una estrecha relación con los clanes Chōshū, lo que lo involucró en las actividades conspirativas contra el shogunato. Otra teoría sugiere que Teshiro Toshisuke, un miembro del Shinsengumi, tenía problemas con Furutaka relacionados con la herencia de Masuya, lo que podría haber generado resentimiento hacia Furutaka. Se ha mencionado que Teshiro informó al Shinsengumi sobre el paradero de Furutaka, lo que condujo a su arresto.
Se ha afirmado que el interrogatorio llevado a cabo por el vicecomandante del Shinsengumi, Hijikata Toshizō, fue particularmente brutal, aunque parece que hay poca verificación al respecto. Con el prisionero sin responder, se dice que Hijikata suspendió al hombre por los tobillos, sujetando sus muñecas, y clavó clavos de cinco pulgadas en los talones del hombre. Luego colocó velas encendidas en los agujeros, haciendo que la cera caliente gotease profundamente en sus pantorrillas.
La cuestión de si los shishi estaban realmente planeando incendiar Kioto ha dividido a los historiadores. Las acusaciones se basaron en la confesión de Furutaka bajo tortura y solo aparecen en los registros del bakufu. Después del arresto de Furutaka, miembros de los clanes Chōshū se reunieron en Ikedaya y consideraron tomar medidas de contraataque. Algunos propusieron atacar a un destacamento del Shinsengumi y recapturar a Furutaka, pero finalmente la mayoría acordó actuar con prudencia. Se convocó una reunión para persuadir a aquellos que querían actuar de inmediato a proceder con cautela.
La precisión de la confesión de Furutaka bajo tortura ha sido objeto de discusión entre los historiadores. Algunos cuestionan su fiabilidad, considerando las circunstancias de su obtención. Informes contradictorios sobre si Hijikata realmente empleó un interrogatorio tan cruel también han contribuido a la controversia.
Durante el arresto, Furutaka proporcionó información relevante para el Shinsengumi sobre los planes de los shishi, incluyendo su intento de incendiar Kioto y capturar a Matsudaira Katamori, el daimyō del clan Aizu, cuyas responsabilidades incluían el control de Kioto en ese momento. Además, se mencionó que Furutaka declaró la presencia de personas escondidas de los clanes Chōshū en la calle Gion.

## El enfrentamiento en Ikedaya
El incidente ocurrió la víspera del Festival Gion, El Shinsengumi tenía conocimiento de unos 20 escondites de los shishi y comenzaron la búsqueda de estos alrededor de las 7 de la tarde. En total, 34 miembros del Shinsengumi se unieron a este incidente divididos en dos grupos: el grupo de Kondō con 10 personas y el grupo de Hijikata con 24 personas. A su vez, el grupo de Hijikata se dividió en dos subgrupos para actuar con flexibilidad.
Dentro de Ikedaya había aproximadamente 20 personas de los clanes Chōshū. Aunque se cree que el incidente ocurrió en la oscuridad, en realidad el lugar estaba moderadamente iluminado, con una luz llamada "Hachiken" que iluminaba unos 14,5 metros del pasillo en el primer piso.
Durante la lucha, Nagakura resultó herido en la mano y su espada se rompió, por lo que tomó la espada de un enemigo. Tōdō también tuvo dificultades para luchar debido a una herida en la frente que le provocó sangrar en los ojos. Después de un tiempo, Tōdō se retiró del combate, dejando a Kondō y Nagakura en la posada Ikedaya.
Se cree comúnmente que más de 20 miembros del grupo de Hijikata atacaron al mismo tiempo, pero según Kondō, los miembros del grupo de Hijikata llegaron a Ikedaya uno tras otro. La batalla duró alrededor de dos horas y terminó alrededor de las 12 de la noche, según el relato de Kondō.
Hay dos teorías sobre el paradero de Katsura Kogorō durante el incidente. Una teoría sugiere que estaba en Ikedaya cuando ocurrió el incidente, pero logró escapar corriendo por el tejado y refugiándose en la mansión Tsushima, sobreviviendo al incidente. La segunda teoría es que antes de que ocurriera el incidente, Katsura fue a Ikedaya pero encontró que no había nadie allí, por lo que decidió marcharse con la intención de regresar más tarde. En el momento del incidente, se encontraba en la mansión Tsushima.
Sugiyama Matsusuke, quien estaba en la mansión Chōshū, se preocupó por Katsura cuando escuchó sobre el incidente e intentó ir a Ikedaya. Sin embargo, se encontró con enemigos en el camino y resultó gravemente herido en el brazo, por lo
Más de la mitad de los shishi lograron escapar por la salida trasera, mientras que dentro de Ikedaya, las personas que fueron asesinadas fueron Miyabe Teizō, Ōtaka Matajirō, Yoshida Toshimaro y Fukuoka Yūjirō. Miyabe continuó luchando, pero finalmente se practicó el harakiri. Yoshida se suicidó frente a la entrada de la mansión Chōshū. Sin embargo, también existe la teoría de que Yoshida fue asesinado frente a una tienda de licores cerca de la mansión Kaga.
El enfrentamiento fue feroz y caótico. Durante el combate, ocho rōnin (samuráis sin señor) perdieron la vida y 32 más fueron arrestados por el Shinsengumi. Por el lado del Shinsengumi, solo un miembro falleció durante la batalla, y dos más sucumbieron a sus heridas más tarde.

## Consecuencias del incidente
Después del incidente, el área alrededor de Ikedaya estaba abarrotada. Muchos mensajeros de señores fueron a visitar la mansión Chōshū para cuidar de los heridos y ayudar a su recuperación.
A la mañana siguiente, la casa de Sakamoto Ryōma fue atacada. El Shinsengumi continuó buscando a los guerreros supervivientes junto con el clan Aizu. Permanecieron despiertos toda la noche buscando, y regresaron a una guarnición al mediodía, con la ropa manchada de sangre.
En total, ocho shishi fueron asesinados y veintitrés fueron arrestados, incluida la familia y los parientes de Ikedaya Sôbe. El Shinsengumi solo perdió a un miembro en la batalla, aunque dos miembros más murieron posteriormente a causa de sus heridas. Entre los heridos en la batalla se encontraban Nagakura Shinpachi y Tōdō Heisuke. También se dice que Okita Sōji, capitán posterior de la primera unidad del Shinsengumi, tosió sangre y se derrumbó durante el incidente (la causa es motivo de disputa entre los investigadores, algunos creen que se debió a la tuberculosis que finalmente lo mató, mientras que otros creen que fue debido a algún otro padecimiento). Okita, Tōdō y Nagakura se recuperaron en unos pocos días.
Sôbe fue arrestado porque intentó escapar desatando la cuerda que lo mantenía capturado. El Shinsengumi creía que Sôbe apoyaba a los clanes Chōshū. En prisión, no pudo soportar la tortura, y falleció el 13 de julio.
Los cuerpos de los fallecidos fueron enviados al Templo Sanryokuji. Unos días después, se pidió a la criada de Ikedaya que examinara los cadáveres e identificara a los fallecidos.
Furutaka pensó que el incidente ocurrió debido a su testimonio, por lo que vivió con una sensación deprimente.
Katsura no regresó a la mansión Chōshū después del incidente. Creía que el incidente había ocurrido porque algunas personas de los clanes Chōshū revelaron una reunión secreta en Ikedaya al shogunato. Temía que su secreto fuera revelado por algunas personas de los clanes Chōshū.
Este incidente dejó claro para todos que el Shinsengumi era una fuerza poderosa en Kioto que debía ser temida por los rōnin partidarios del sonnō jōi. Además, demostró la capacidad del Shinsengumi para recopilar información, sus habilidades de investigación y su capacidad de combate.
Los clanes Aizu elogiaron al Shinsengumi y les otorgaron alrededor de 500 ryō, mientras que la corte imperial les dio alrededor de 100 ryō.
Desde que ocurrió el incidente, las personas de los clanes Chōshū tendieron a ser arrestadas sin investigación por parte del Shinsengumi. Según Nomi, el Shinsengumi arrestaba incluso a personas ancianas de la provincia de Kii que no conocían sobre política y circunstancias.

## Impacto histórico
El Incidente de Ikedaya tuvo implicaciones significativas en la historia de Japón. Si bien los shishi no lograron llevar a cabo su plan, este evento evidenció la influencia y fuerza del Shinsengumi en Kioto y demostró que las fuerzas pro-imperialistas no debían menospreciarlos. Además, se considera que este enfrentamiento retrasó la Restauración Meiji en aproximadamente un año. La Restauración Meiji, que tuvo lugar en 1868, puso fin al shogunato Tokugawa y restauró el poder del emperador, marcando el inicio de una era de modernización y transformación en Japón.
El Incidente de Ikedaya sigue siendo recordado como un momento crucial en la transición de Japón hacia la era Meiji y como un ejemplo de la lucha de facciones opuestas en un país que estaba en la encrucijada del cambio político y social.

## Presente

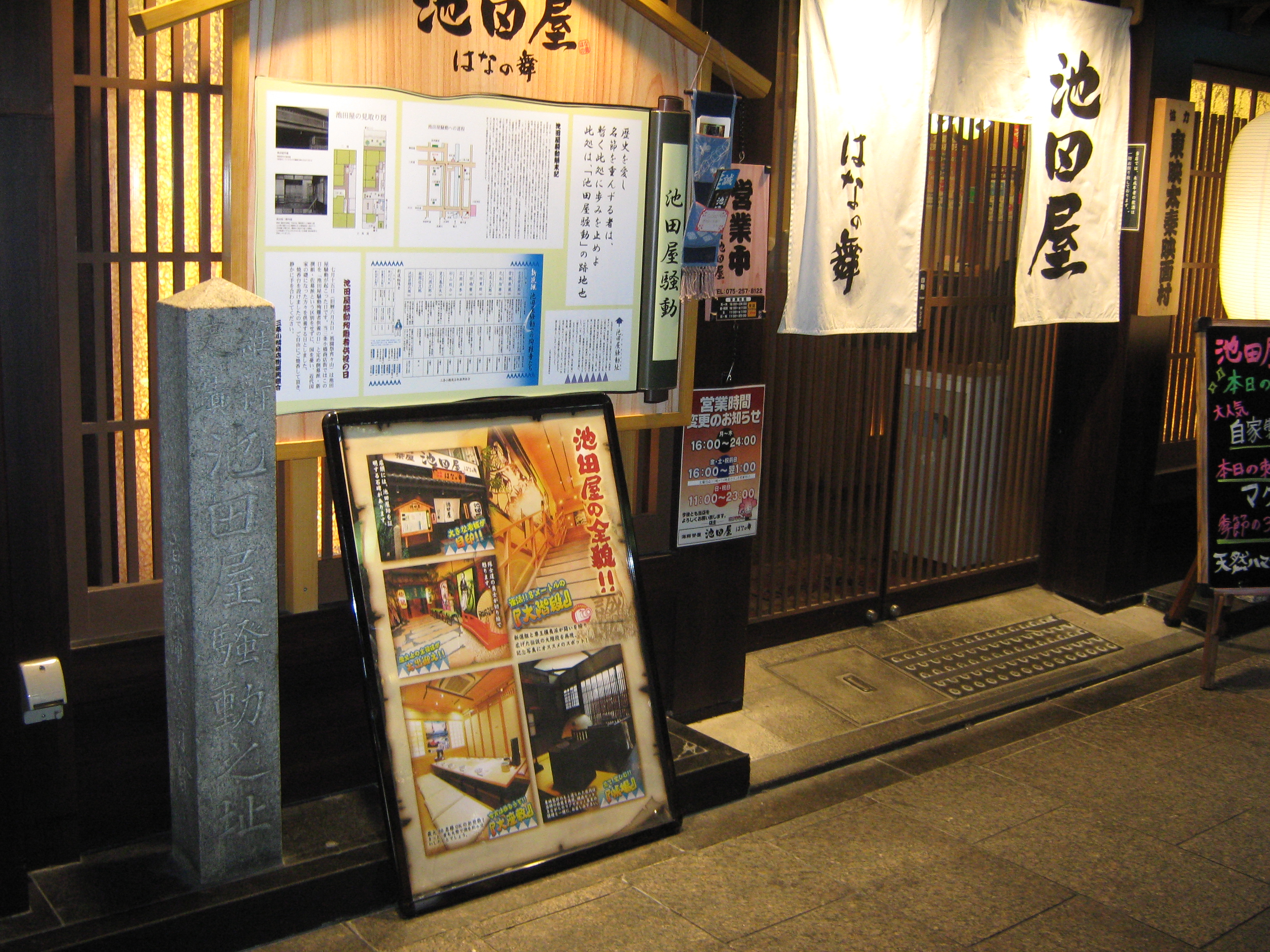
Estela conmemorativa del incidente de Ikedaya en Kioto.

En 1960, el hostal fue demolido y en su lugar se construyó un edificio comercial de dos pisos. Durante muchos años, en el lugar donde se encontraba Ikedaya, se encontraba un salón de pachinko, siendo el único vestigio una tablilla conmemorativa de piedra que relataba los eventos ocurridos en el sitio.
En 2009, se inauguró un izakaya llamado Ikeda-ya, diseñado y decorado con temática de Shinsengumi/Bakumatsu del antiguo hostal.